# Шану
Шану (фр. Champenoux) насеље је и општина у североисточној Француској у региону Лорена, у департману Мерт и Мозел која припада префектури Нанси.
По подацима из 2011. године у општини је живело 1211 становника, а густина насељености је износила 110,19 становника/km². Општина се простире на површини од 10,99 km². Налази се на средњој надморској висини од 270 метара (максималној 274 m, а минималној 220 m).

## Демографија
| 1962. | 1968. | 1975. | 1982. | 1990. | 1999. | 2011. |
| ----- | ----- | ----- | ----- | ----- | ----- | ----- |
| 383   | 417   | 644   | 1.004 | 1.041 | 1.124 | 1.211 |

График промене броја становника у току последњих година